# Aderus pictipes
Aderus pictipes là một loài bọ cánh cứng trong họ Aderidae. Loài này được Broun miêu tả khoa học năm 1893.